# Raul Gardini (film)
Raul Gardini è un film italiano del 2023 diretto da Francesco Miccichè che ripercorre gli ultimi tre anni di vita dell'imprenditore Raul Gardini, dai successi nella vela ai giorni di Tangentopoli. Il film si avvale di preziose interviste e filmati d'epoca.

## Trama
Ravenna, 15 aprile 1993. Raul Gardini riceve la visita della giornalista Maria Bertasi alla quale inizia a raccontare i suoi successi nella vela come la partecipazione all'America's Cup 1992 e la vittoria della Louis Vuitton Cup con il Moro di Venezia, la frattura con i famigliari della moglie, i Ferruzzi, l'allontanamento dall'azienda e i dispiaceri di quei mesi che porteranno alla sua morte il 23 luglio di quell'anno dopo essere finito al centro dell'inchiesta di Mani pulite.

## Personaggi e interpreti
- Raul Gardini, interpretato da Fabrizio Bentivoglio.
- Maria Bertasi, interpretata da Pilar Fogliati. È la giornalista che intervista Gardini.
- Alessandra Ferruzzi, interpretata da Sara D'Amario. È la figlia di Serafino Ferruzzi.
- Idina Ferruzzi Gardini, interpretata da Helene Nardini. È la moglie di Raul Gardini e la figlia di Serafino Ferruzzi.
- Cochi Gardini, interpretata da Laura Cravedi. È la figlia di Raul e Idina.
- Eleonora Gardini, interpretata da Gabriela Giovanardi. È l'altra figlia di Raul e Idina.
- Ivan Gardini, interpretata da Sebastian Luque Herrera. È il figlio di Raul e Idina.
- Angelo Vianello, interpretato da Pierantonio Novara. È il "marinaio" di Gardini.
- Arturo Ferruzzi, interpretato da Stefano Abbati. È il figlio di Serafino Ferruzzi.
- Paul Cayard, interpretato da Michele Rosiello. È il velista del Moro di Venezia.
- Carlo Sama, interpretato da Stefano Skalkotos. È il marito di Alessandra Ferruzzi e quindi cognato di Raul Gardini; nel 1993, poco prima della morte di Gardini, fu messo a capo del gruppo di famiglia.

## Interventi
- Massimo Bottura, skipper del Moro di Venezia.
- Paul Cayard, skipper del Moro di Venezia.
- Tommaso Chieffi, velista e stratega del Moro.
- Gherardo Colombo, magistrato di Tangentopoli.
- Sergio Cusani, dirigente d'azienda.
- Marco De Luca, avvocato di Gardini.
- Marco Fortis, dirigente Edison.
- Roberto Michetti, dirigente del gruppo Ferruzzi.
- Giovanni Minoli, giornalista e conduttore.
- Riccardo Muti, direttore d'orchestra.
- Cesare Peruzzi, giornalista.
- Antonio Vettese, giornalista sportivo.

## Produzione
Il docufilm è prodotto da Giannandrea Pecorelli per Aurora TV in collaborazione con Rai Fiction e con il sostegno di Emilia Romagna Film Commission.
Le riprese sono state effettuate a La Monaldina, la tenuta di campagna della famiglia Gardini, dove il set è potuto accedere grazie ai figli di Raul, sul Moro 2, imbarcazione tanto cara a Gardini, al circolo velico del porto di Marina di Ravenna, oltre al Mausoleo di Teodorico, alla Basilica di San Vitale e Galla Placidia di Ravenna.

## Accoglienza
Il film è stato trasmesso in prima visione e prima serata su Rai 1 domenica 23 luglio 2023, a 30 anni esatti dalla morte di Gardini, e ha totalizzato 1 484 000 telespettatori pari all'11,6% di share.